# Grosbliederstroff
Grosbliederstroff település Franciaországban, Moselle megyében. Lakosainak száma 3322 fő (2022. január 1.). Grosbliederstroff Alsting, Lixing-lès-Rouhling, Rouhling és Sarreguemines községekkel határos.

## Népesség
A település népességének változása:
| Lakosok száma | 3218 | 3163 | 3092 | 3308 | 3330 | 3348 | 3303 | 3296 | 3319 | 3322 |
|               | 1968 | 1982 | 1990 | 2006 | 2013 | 2015 | 2017 | 2019 | 2020 | 2022 |